# Horio Yoshiharu
Horio Yoshiharu (堀尾 吉晴?; 1542 – 26 luglio 1611) è stato un daimyō giapponese dei periodi Sengoku ed Edo, servitore del clan Toyotomi. Toyotomi Hideyoshi gli affidò la carica di chūrō (giudice)e fu il primo capo del clan Matsue. Era conosciuto anche come Horio Mosuke (堀尾 茂助?), Hotoke no Mosuke (仏の茂助?) o il Buddha Mosuke erano altri suoi nomi a causa del suo atteggiamento calmo anche quando si trovava sotto pressione..

## Biografia
Horio Yoshiharu nacque a Niwa-gun, Owari nel 1542. Suo padre era stato un vassallo del clan Oda-Iwakura, rivale di Oda Nobunaga, che in seguito alla sconfitta fu costretto da Nobunaga a diventare ronin, un samurai senza padrone. Fortunatamente Yoshiharu riuscì comunque a entrare al servizio dello stesso Nobunaga, anche se come soldato di basso rango.
L'episodio che portò Yoshiharu all'attenzione di Nobunaga, e di Toyotomi Hideyoshi, avvenne quando Nobunaga andò a caccia un giorno nei boschi di Owari. Un grande e selvaggio cinghiale caricò la squadra di caccia, sparpagliando il gruppo; tutti tranne Yoshiharu che, disarmato, rimase in piedi e lottò contro la bestia. La calma, la forza e il coraggio con cui affrontò il cinghiale impressionò Nobunaga che lo promosse. Con il temperamento coraggioso ma allo stesso calmo, Yoshiharu servì Nobunaga in numerose battaglie, e fu ammirato all'epoca per il suo carattere.
Yoshiharu servì Hashiba Hideyoshi (Toyotomi Hideyoshi) quando Oda Nobunaga attaccò il castello di Inabayama. Horio fu coinvolto in varie battaglie come la battaglia di Yamazaki e si distinse come uno dei più abili servitori di Hideyoshi. Durante la battaglia di Shizugatake nel 1583, uccise Saitō Toshikazu dopo che questi aveva tentato di oltrepassare le linee di Hideyoshi.
Dopo l'assedio di Takamatsu Hideyoshi incaricò Yoshiharu di condurre un'inchiesta sulla morte di Shimizu Muneharu.
Nel 1590 Hideyoshi gli assegnò 120.000 koku ad Hamamatsu nella provincia di Tōtōmi, per ringraziare Yoshiharu del suo impegno durante la campagna di Odawara. Horio Yoshiharu, Nakamura Kazuuji e Ikoma Chikamasa furono nominati i tre chūrō (giudici) da Hideyoshi negli ultimi anni della sua vita, e parteciparono attivamente nell'amministrazione Toyotomi.
Tuttavia dopo la morte di Hideyoshi, Yoshiharu si allineò a Tokugawa Ieyasu. Nel 1599 trasferì la responsabilità di capo della famiglia a suo figlio, Horio Tadauji, e ricevette un dominio di 50.000 koku, Fuchū (Echizen), per il suo ritiro.
Verso la fine dell'estate del 1600, poco prima della campagna di Sekigahara, mentre la nazione si stava dividendo in clan pro e contro i Tokugawa, Yoshiharu partecipò a una festa a Chiryū, nella provincia di Mikawa, assieme al signore del castello di Kariya, Mizuno Tadashige e Kaganoi Shigemochi. Il tema della guerra e su quale lato schierarsi finì per degenerare quando Shighemochi, fedele a Ishida Mitsunari, ubriaco e furioso uccise Tadashige e ferì Yoshiharu nella parapiglia. Nonostante le ferite Yoshiharu prese con calma il controllo della situazione, uccidendo Shighemochi. Yoshiharu fu ferito dalla lancia di Shighemochi 17 volte durante il combattimento e per questo non fu in grado di partecipare alla battaglia di Sekigahara. Fu suo figlio Tadauji che guidò le truppe Horio durante la campagna. Dopo la vittoria dei Tokugawa gli fu assegnato un feudo da 235.000 koku a Matsue, nella provincia di Izumo. 

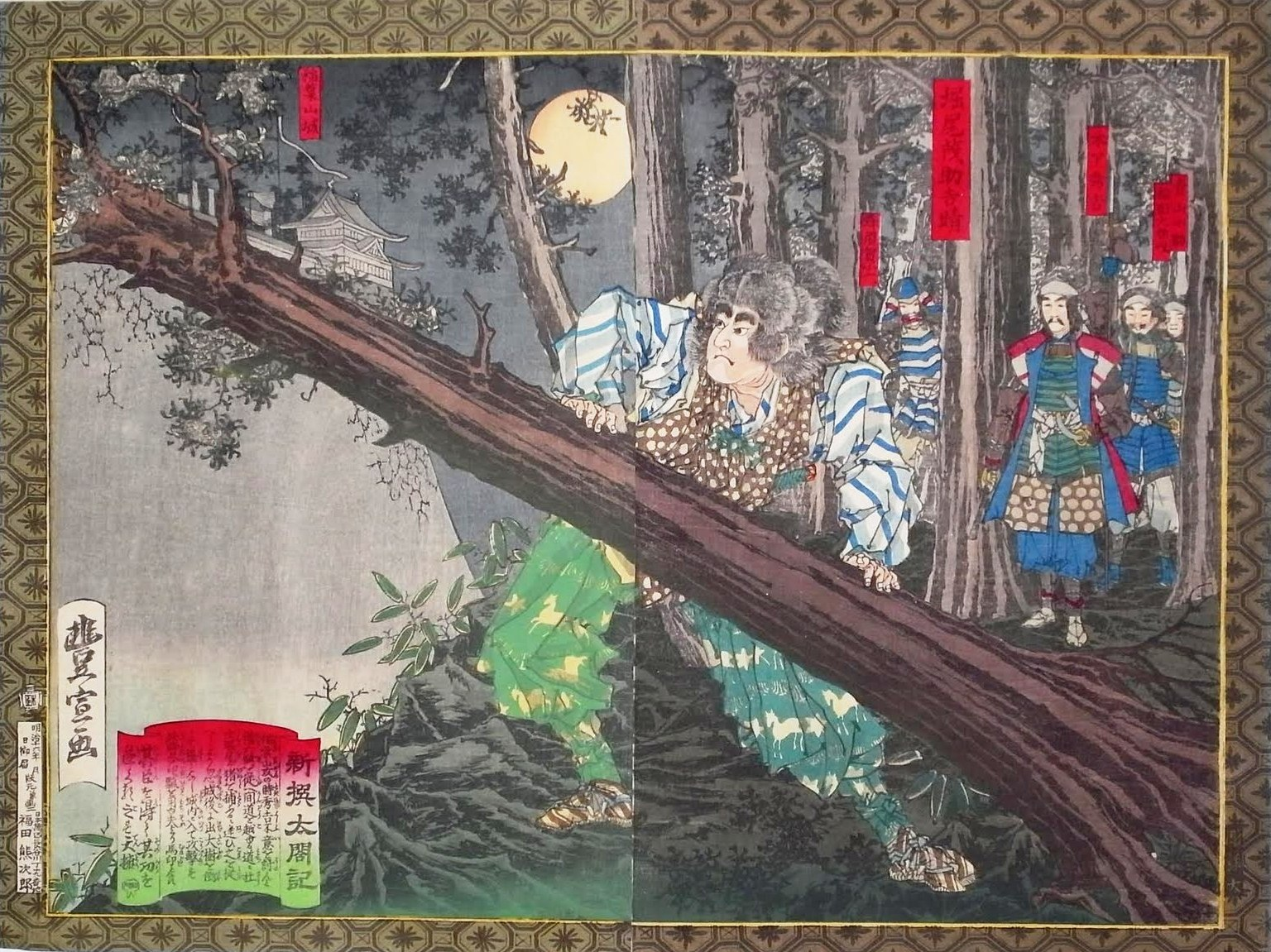
Yoshiharu con Toyotomi Hideyoshi

Nel 1604, il figlio di Yoshiharu, Tadauji, che gli succedette come capo del clan, morì, e suo nipote Horio Tadaharu divenne capo del clan. Tadaharu era così giovane (9 anni) che Yoshiharu regnò come padrino fino alla sua morte. Yoshiharu era talmente popolare per la sua calma che fu chiamato Hotoke no Mosuke, che significa il Buddha Mosuke. Fu probabilmente l'unico generale del periodo Sengoku a ricevere il nome santo del buddhismo Hotoke.
Il tempio di famiglia del clan Horio si trova a Shunkō-in, ad Hanazono, nel distretto di Ukyo, nella prefettura di Kyoto.